# Creștinism răsăritean

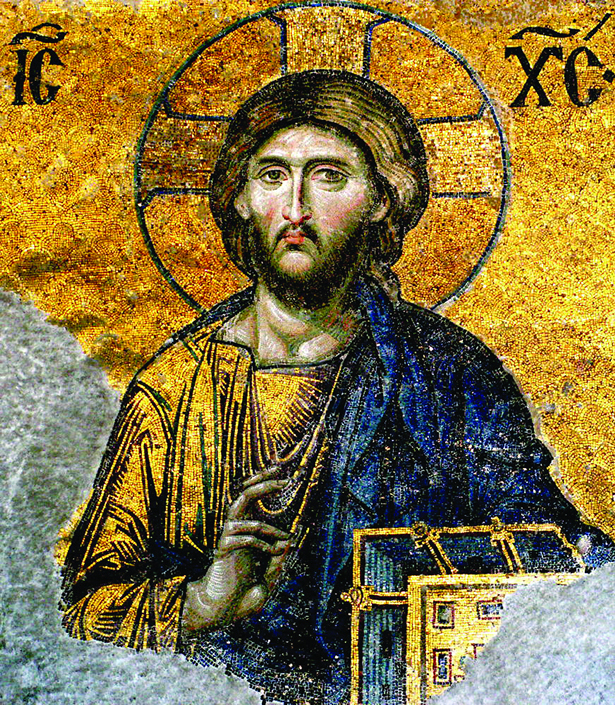
Icoană creștin răsăriteană.

Creștinismul răsăritean sau creștinismul oriental se referă la ramura estică a creștinismului, ce cuprinde Biserica Ortodoxă, bisericile catolice orientale și vechile confesiuni creștine din Orientul Mijlociu. Termenul este folosit complementar celui de creștinism apusean. Creștinismul oriental reunește aproximatix 20% din creștinii din întreaga lume.
Creștinismul răsăritean s-a dezvoltat și a ajuns să fie predominant în Europa de Est, Europa de Sud și diferite zone din Asia Mică, Orientul Mijlociu, Africa de Nord, Africa de Est, India și Orientul Îndepărtat.

## Confesiuni răsăritene
- Biserica Ortodoxă
- Biserica Greco-Catolică
- Biserica Nestoriană
- Bisericile vechi orientale

## Rituri liturgice
- Ritul bizantin
- Ritul armean
- Ritul sirian de est
- Ritul sirian de vest
- Ritul alexandrin
- Ritul antiohian